# 1233. grenadirski polk (Wehrmacht)
1232. grenadirski polk (izvirno nemško 1232. Grenadier-Regiment; kratica 1232. GR) je bil pehotni polk Heera v času druge svetovne vojne.

## Zgodovina
Polk je bil ustanovljen 4. februarja 1945 iz šolskih enot za obrambo Frankfurta na Odri.